# Сакабамба
17°49′03″ пд. ш. 65°46′43″ зх. д. / 17.8175° пд. ш. 65.778611111111° зх. д.
Сакабамба (кеч. Saqapampa) — місто в департаменті Кучабамба, що в центральній Болівії. Адміністративний центр муніципалітету Сакабамба, четвертого муніципалітету провінції Естебан-Арсе. Згідно з переписом 2001 року в місті проживають 636 осіб.
Безщелепна риба Sacabambaspis, знайдена в сусідній формації Анзальдо, була названа на честь цього міста.